# Roland D-50

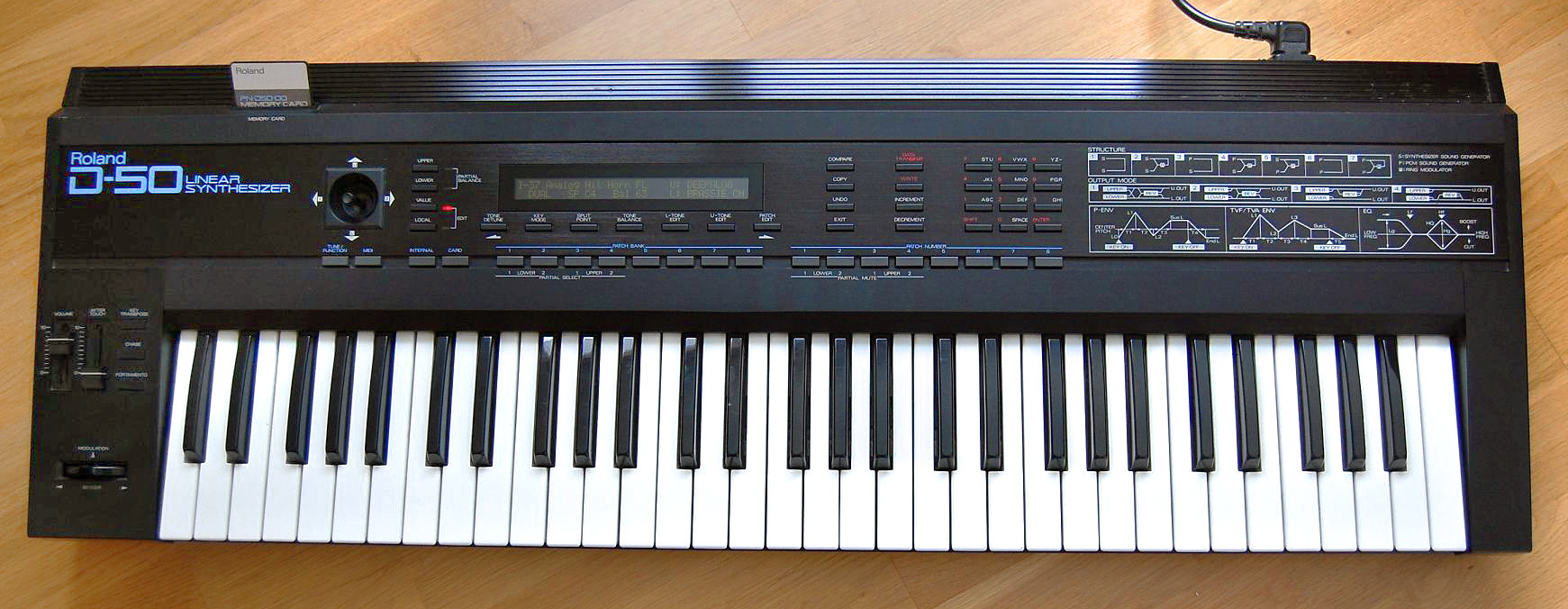
Roland D-50

Roland D-50 — синтезатор, вироблений Roland і випущений у квітні 1987 року. Його функції включають субтрактивний синтез, вбудовані ефекти, джойстик для маніпулювання даними та дизайн макета в стилі аналогового синтезу. Зовнішній програматор Roland PG-1000 (1987–1990) також можна було приєднати до D-50 для складнішого керування його звуками. Він також випускався у варіанті для монтажу в стійку, D-550 (1987–1990), з майже 450 параметрами, які можна регулювати користувачем.
Можливості D-50 можна було модифікувати шляхом додавання сторонніх продуктів від Musitronics, особливо M-EX, який зробив D-50 багатотембральним (D-50 був бітембральним) і розширив пам'ять патчів, а також як чіп, який покращив реакцію D-50 на вхідні команди MIDI.
D-50 використовувався в популярній музиці багатьма артистами, зокрема Жаном-Мішелем Жарром, Прінсом, Стінгом, Майклом Джексоном, Queen, Inner Circle та Енія.

## Історія
D-50 був першим доступним синтезатором, який поєднав відтворення семплів із субтрактивним синтезом. Інженери Roland визначили, що найважчим компонентом звуку інструменту для реалістичної імітації є атака. Щоб краще емулювати реалістичні звуки, D-50 включив майже 100 зразків атак у ПЗУ. Синтезатор відтворював семпл атаки, який був поєднаний із більш звичайним субтрактивним синтезом для створення стійкості звуку. Цей метод подвійного використання знадобився в 1987 році, оскільки оперативна пам'ять була дуже дорогою. Однак Роланд включив ряд семплів «текстури», які можна було змішати в синтезовану сустейн-частину патча. Ці зразки стійкості надали багатьом нашивкам D-50 пишну та повітряну якість.
Roland D-50 був нагороджений нагородою TEC за видатні технічні досягнення в музичних технологіях у 1988 році.

## Технології
Попри те, що D-50 був одним з перших пристроїв без семплювання, який міг виробляти звуки з характеристиками на основі семплів, незабаром багато синтезаторів на ринку почали використовувати подібні методи для створення звуків. Пізніше Roland випустив низку дешевих клавіатур і модулів, які дозволили музикантам, які не могли дозволити собі відносно дорогий флагман D-50, мати деякі з цих звуків (Roland D-10 (1988), D-110 (рекова версія D-10) (1988) D-20 (1988), D-5 (1989), МТ-32). Хоча ці недорогі синтезатори серії D не містили повного синтезатора "LA", кожен з них складався з 8 частин багатотембрального, і Roland подвоїв кількість вбудованих семплів PCM. Roland також випустив 76-клавішний, 6-октавний "Super-LA" D-70 (1989-1990). У D-70 Roland видалив секцію цифрового синтезу, яка була замінена повнометражними, більш реалістичними та природними семплами, включаючи акустичне фортепіано, якого бракувало D-50. D-70 також мав розширений фільтр і секцію ефектів і складався з 5 частин багатотембрального. Проте навіть з його вдосконаленнями D-70 не зміг наздогнати домінуючу робочу станцію того часу — Korg M1 — і не зміг стати наступним флагманським синтезатором Roland.

## Спадщина
D-50 був представлений у 1987 році, коли популярність Yamaha DX7 почала падати, в результаті чого D-50 став найпопулярнішим синтезатором на ринку до появи Korg M1 наступного року. Інноваційний синтезатор D-50 із синтезатором поверх семплів і наскрізними ефектами вплинув на M1, який згодом став найбільш продаваною клавіатурою Korg аж до випуску Korg Triton. Насправді ця схема була звичайним методом створення звуку цифрової клавіатури протягом понад десять років, поки ROM і Flash RAM нарешті не стали досить недорогими, щоб зберігати цілі зразки або мультисемпли.

## Вартість
На момент свого виходу в 1987 році D-50 мав наступний цінник:
1. $1,895 — 2,095 US в США
2. £1,445 GBP в Британії
3. ¥238,000 JPY в Японії.

## Дивись також
- Roland D-70